# Familia Benveniste
La Casa de Mendes / Benveniste (Idioma hebreo: בנבניסטי) es una  familia judía originaria de Narbona, y el norte de España establecida en el siglo XI. La familia estuvo presente entre los siglos XI y XV en la Provenza Hachmei, Francia, Barcelona, Aragón y Castilla, y al siglo XIX, se los encuentra igualmente en Bulgaria, en Serbia y en Viena. 
Los miembros de la familia recibieron títulos honoríficos de las autoridades y fueron miembros de la administración de los Reinos de Aragón y Castilla. Eran Baillie ("Bayle"), el funcionario fiscal y tesorero, Alfaquim, asesor principal del rey y médico real en Barcelona y Aragón en los siglos XII y XIII. Ostentaban el título de "Nasi " (príncipe en hebreo), ya que son considerados por la tradición judía como descendientes del rey David y miembros de la Casa de David en las comunidades judías (principalmente Barcelona ) y fueron destacados líderes religiosos y seculares en los siglos XI al XIV.
En los siglos XIV al XV ostentaron los títulos de "Benveniste de la Cavalleria"  (nombre que daban los Caballeros templarios a sus tesoreros y recaudadores de impuestos) y Don —persona noble de Aragón y Castilla. A raíz de las masacres de judíos que comenzaron en España el 6 de junio de 1391, algunos como la familia de Cartagena se convirtieron al cristianismo y se convirtieron en poderosos conversos en Burgos. Después de la expulsión de los judíos de España en 1492, los no conversos se dispersaron principalmente en Portugal, Grecia - Tesalónica, otras partes del Imperio otomano y países del norte de África. En Portugal los obligaron a convertirse al cristianismo en 1497 y se convirtieron en algunos de los comerciantes y banqueros (la familia Mendes) más ricos de Europa. Hoy el nombre lo llevan familias de Europa, América, Asia e Israel. También se utilizó como nombre romano. 

## Origen del nombre
El nombre italiano es una composición de las palabras "bene", que significa "bien", y "veniste", que significa "vino". El nombre se le daba a los bebés, una bienvenida al mundo, una forma de agradecer a Dios por una descendencia. El nombre fue adoptado gradualmente como apellido, relacionado con el padre. Existen muchas variaciones del nombre en Italia y los países mediterráneos: Benvenuto, Benvenuti, Benvenga, Benvenisti y más. [¿cuál?]
El origen del nombre según una leyenda familiar contada a David Benvenisti, un destacado erudito israelí, por su abuelo Benvenisti Shemuel Yosef, un destacado líder judío en Salónica, a principios del siglo XX es: "Cuando nuestros antepasados habitaban en España, uno de los reyes tenía un ministro de finanzas judío que también servía como médico real. También era conocido como un experto en flora, particularmente en plantas medicinales. Una vez, el rey, acompañado por su ministro judío, fue a dar un paseo por los campos cercanos al palacio.
El ministro le habló al rey de cada planta. El rey quedó especialmente fascinado por la malva y sus flores rosadas y violetas. Cuando el rey preguntó cómo se llamaba la flor y para qué se usaba, el ministro judío respondió que sus pétalos se cocinaban y se comían y se llamaba "bienva".
En ese momento uno de los ministros, enemigo jurado del ministro judío, se echó a reír y dijo al rey: "Su Majestad, ese ministro judío experto en la flora de nuestro país se estaba burlando de usted. Le dio deliberadamente una nombre equivocado para esa flor para avergonzarte ante tus ministros y visires. Eso no es una 'bienva', sino una 'malva'". El rey, enojado, pidió explicaciones al ministro judío y lo amenazó con un castigo terrible. El ministro dijo: "Su Majestad, estoy dispuesto a aceptar su juicio. Pero primero le ruego que me escuche atentamente. Su Majestad, cuando estábamos en el campo, usted me pidió que le dijera el nombre de esa planta. Allí estaba usted, de pie frente a mí, Alteza Real, y pensé: ¡De ninguna manera voy a ofender a Su Majestad diciéndole el verdadero nombre de la planta, 'malva' - 'malva'! ¡La planta se llama 'bienva'!". El rey se apaciguó y le dijo al ministro judío: "Has vencido a aquellos de mis ministros que te desean mal. Me complace tu explicación. Y para conmemorar esta ocasión, por la presente te llamo bien veniste ('Benveniste'). ) o 'tu llegada fue para bien'". 
Sin embargo, la simpática leyenda familiar anterior no tiene en cuenta el hecho de que tanto en la Iberia medieval como en el Languedoc, antes de ser utilizado como apellido, Benveniste (de la expresión española "bien viniste" que significa '(tú) has llegado bien') era utilizado por los judíos como nombre de pila. Era uno de los nombres votivos típicos de los judíos medievales del suroeste de Europa: expresaba el deseo de que el niño fuera bienvenido en este mundo. Como muchos otros nombres basados en los nombres de pila del padre (patronímicos), gradualmente se convirtió en un apellido hereditario.  Algunas fuentes afirman que en Europa del Este la familia adoptó los apellidos Epstein y Horowitz. 

## Gente

### El comienzo - Narbona, Aragón y Barcelona

Imperio franco del siglo V al IX y un mapa que muestra las adiciones de Carlomagno (en verde claro) al Reino franco, incluida Septimania.

La primera aparición del nombre Benveniste fue en el siglo XI en el sur de Francia (actual Septimania y Provenza ).
Anteriormente, en el siglo VIII, la región fue moldeada por Carlomagno del Reino franco de los carolingios. El gran centro judío de Narbona fue fundado, según fuentes judías y cristianas, por judíos prominentes de Bagdad a petición de los reyes carolingios. Los nombres babilónicos de Makhir, Hasdai, Sheshet y Shealtiel son los nombres de los principales rabinos y líderes - Nasi (considerados por la tradición judía como descendientes del rey David) del centro judío.
Los sefardíes alfabetizados ayudaron a las Coronas del Reino de Aragón y al Condado de Barcelona como recaudadores de impuestos y asesores. En 1150 Aragón y Barcelona quedaron unidas por el matrimonio de sus gobernantes. Las familias judías sefardíes aparecen junto con el nombre Benveniste en documentos oficiales y judíos de Narbona, Barcelona y Aragón de los siglos XI-XIII con el título Nasi añadido a sus nombres. Aparecen en los libros de viajes de Benjamín de Tudela del siglo XII. 
- Isaac ben Josef iben Benveniste Nasi, también llamado Iben Barun (c. siglo XI), fue un gramático, lexicógrafo y poeta hebreo. Vivió en Zaragoza (durante la época islámica) y Málaga y se relacionó con los poetas Moisés ibn Ezra y Judah Halevi. [6]

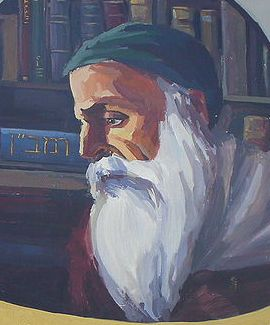
Bonastruc de (ça) Porta - Nahmánides

Reino de Aragón, Condado de Barcelona y Reino de Castilla en 1037

- Isaac Benveniste Nasi fue el médico del rey de Aragón que llegó a España procedente de Narbona, Francia, en el siglo XII. El padre de Sheshet Benveniste Nasi.
- Sheshet Benveniste Nasi (c. 1131-1209) fue médico, escritor, consejero político y diplomático de los reyes de Aragón. Llegó a España desde Narbona, Francia con su padre en el siglo XII. Sheshet recibió su educación en Narbona, su probable lugar de nacimiento, luego vivió en Barcelona, y más tarde en Zaragoza, ciudad en la que murió. Practicó la medicina y fue autor de una obra médica, cuyas copias manuscritas aún se conservan en Oxford y Múnich. Su reputación como médico era tal que los pacientes viajaban desde largas distancias para consultarlo.
- Isaac ben Joseph Benveniste Nasi (fallecido en 1224) fue el médico del rey de Aragón. Fue la figura principal en los congresos representativos de las comunidades judías convocados en Montpellier y Saint-Gilles en 1214 y 1215 para considerar medidas protectoras en vista del inminente Concilio de Letrán. Posteriormente, consiguió para las comunidades aragonesas una suspensión temporal de la obligación de llevar la insignia judía. [6]
- Vidal Benveniste de Porta (fallecido en 1268), bailie judío ("bayle"), funcionario fiscal y tesorero de Barcelona, Gerona y Lérida. Su hermano fue Bonastruc ça (de) Porta, Nahmanides (en hebreo Ramban), también conocido como rabino Moisés ben Nahman Girondi (1194-1270), creció, estudió y vivió en Gerona. Fue un destacado erudito judío medieval, rabino de Cataluña, filósofo, médico, cabalista y comentarista bíblico. Participó en 1263 en la Disputa de Barcelona ante el rey Jaime I de Aragón.

### Aragón, Reino de Castilla y la expulsión de los judíos en elsigloXV
- Vidal Benveniste (de la Cavalleria) fue un erudito judío español que vivió en Zaragoza (capital de Aragón) a principios de la segunda mitad del siglo XIV y principios del XV. El honor de 'Benveniste de la Cavalleria', según la Encyclopaedia Judaica, fue otorgado a la familia por los Caballeros Templarios, quienes protegían a la familia y la familia a su vez administraba el sistema fiscal de los Templarios. Su familia estuvo relacionada con el desarrollo de la ciudad de Zaragoza en el siglo XIV, y los miembros de la familia Benveniste de la Cavalleria eran financieros de los reyes locales. [7] Fue elegido, por los notables de las comunidades judías de Aragón, como portavoz ante el Papa al inicio de la disputa de Tortosa (1412). [8]
- Abraham Benveniste (Bienveniste) (fallecido en c. 1450) de Soria y Toledo, España. Estadista y rabino principal (o "rabino de la corte") de Castilla durante el reinado de Juan II (1406-1454). También se le confiaron las finanzas públicas del reino junto con José Nasí. Bajo la presidencia de Benveniste, un sínodo judío en Valladolid en 1432 redactó un estatuto llamado "Ordenamiento de las aljamas hebreas de Castilla" (takanot), que serviría como base para la administración de las comunidades judías en España. Se trataba del servicio divino, de la glorificación del estudio de la ley, de los impuestos estatales y del bienestar y progreso de las comunidades. [9] [10]
- Vidal Benveniste (de la Cavalleria) era nieto de Abraham Benveniste fue un hombre prominente y rico en España en la segunda mitad del siglo XV. Junto con su hermano Abraham [11] negociaron un pacto con el rey de Portugal para permitir que 120.000 de los judíos exiliados de España en 1492 permanecieran en Portugal durante seis meses. Los judíos exiliados debían pagar un ducado por cada alma, y la cuarta parte de todas las mercancías que llevaban consigo al entrar en Portugal. [12]
- Solomon ha-Levi (de la Cavalleria Benveniste), primo de Abraham Benveniste, fue el judío más rico e influyente de Burgos, un erudito estudioso de la literatura talmúdica y rabínica, y rabino de la comunidad judía. Su padre, Isaac ha-Leví, era alguacil de Alfonso IX y había llegado desde Aragón a Burgos a mediados del siglo XIV donde se casó con María Benveniste, hermana del padre de Abraham Benveniste. Se convirtió a raíz de las grandes masacres de judíos que comenzaron el 6 de junio de 1391 y cambió su nombre por el de Pablo de Santa María. Su inteligencia y erudición, así como su don de oratoria, le valieron los elogios de Isaac ben Sheshet y también le granjearon la confianza del rey Enrique III de Castilla, quien en 1406 lo nombró guardián del sello real. En 1416 el rey Enrique lo nombró Lord canciller. Tras la muerte del rey, el arzobispo Pablo fue miembro del consejo que gobernaba Castilla en nombre de la regente doña Catalina, y por voluntad del rey fallecido fue tutor del heredero al trono, el posterior Juan II de Castilla. Su familia y descendientes utilizaron el apellido de Cartagena y se convirtieron en la familia conversa más poderosa y "prolífica de la historia de España". [13]

### Sefardíes en Portugal
- Francisco Mendes (Tzemah Benveniste in Hebreo) fue uno de los comerciantes y banqueros más ricos de Europa en la primera mitad del siglo XVI. Era bisnieto de Abraham Benveniste. Su familia estaba formada por judíos sefardíes convertidos a la fuerza, conocidos como Conversos (también llamados crípto-Judíos, Marranos y  judíos secretos). Mientras todavía judíos,  habían huido a Portugal cuándo los Monarcas católicos, la Reina Isabel I de Castilla y el Rey Fernando II de Aragón,  expulso a los judíos en 1492. Cinco años más tarde, en 1497,  eran forzadamente convertidos al catolicismo junto con todos los otros Judíos en Portugal en aquel tiempo. Francisco Mendes|Benveniste fundaron y dirigieron el  Banco Mendes, junto con sus hermanos  Diogo Mendes (Meir Benveniste) y Gonçalo Mendes, de Lisboa y luego de Amberes,[14] una poderosa compañía y un banco de reputación mundial con agentes alrededor de Europa y entre el Mediterráneo. La Casa de Mendes | Benveniste probablemente comenzó como una compañía que comercializaba objetos preciosos. Con el comienzo de la Era de los Descubrimientos y el hallazgo, por parte de los portugueses, de una ruta marítima hacia la India, Gonçalo Mendes financió barcos (y posiblemente participó) en las misiones de Vasco de Gama. Ellos se volvieron particularmente importantes como una de las seis familias que controlaron el mercado de especias en las Armadas de la India Portuguesa  (los reyes de la  pimienta negra). Ellos establecieron con otras familias un puesto comercial en Amberes desde donde  controlaron la distribución de pimienta negra en Europa. Ellos también comerciaban en plata - la plata era necesaria para pagar a los Asiáticos para esas especias.[15] Ellos financiaron los reyes y reinas de  Portugal, España, Inglaterra, Flandes y los papas in Roma a través del Banco Mendes, que fue uno de los mayores bancos en el mundo del siglo XVI, junto con las familias Fugger y Welser.[16]
- Gracia Mendes Nasi - Benveniste - Beatriz de Luna - (1510–1569) (Doña Gracia) fue una empresaria judía portuguesa de origen Sefardita. Ella fue la hija de Philipa Mendes|Benveniste y Álvaro de Luna. Ella fue  casada a su tío Francisco Mendes (Tzemah Benveniste), heredó  la fortuna de los Mendes|Benveniste  y debido a su perspicacia excepcional para los negocios, se hizo en una de las mujeres más ricas en Europa de mediados del siglo XVI. Ella volvió al Judaísmo en Ferrara en el 1552 junto con los miembros de la familia  Henriques-Nunes-Benveniste (Meir, Abraham y Reyna Benveniste). En 1553/4 ella dejó Ferrara junto con su hija Ana (Reyna) y (pronto para ser) yerno Don Joseph Nasi y la familia  Henriques-Nunes-Benveniste a Tesalónica y Constantinopla donde ellos se instalaron a invitación del Sultán Solimán el Magnífico. Ellos fueron muy activos en comercio, finanzas.[17]
- Don José Nasí - diplomático, hombre de estado y financiero, sobrino de Doña Gracia Mendes Nasi, y de una figura influyente en el Imperio otomano durante los mandatos del sultán Solimán el Magnífico y de su hijo Selim II. Fue un benefactor de los Judíos.[18] Un Judío de la corte,[19] fue nombrado señor de Tiberíades,[20] con el objetivo expresado de reinstalar judíos en la Siria otomana y fue designado para el Ducado del Archipiélago desde 1566 hasta 1579, un título que normalmente sólo se otorga a los musulmanes. En torno al 1563, José Nasí aseguro permiso del Sultán Selim II para adquirir Tiberíades y siete villas alrededor para crear una ciudad-estado Judío y fomentar la industria allí.[21] El espero que un que un gran número de judíos podrían instalarse allí, libre del miedo y la opresión; de hecho, los judíos perseguidos de Cori, Italia, que contaban unas 200 almas, decidieron emigrar a Tiberíades.[22][23] Sin embargo, un número de factores durante los siguientes años contribuyeron al fallo final del plan. Este proyecto de Gracia Mendes Nasi y José Nasi terminó siendo el único intento práctico de establecer algún tipo de ciudad-estado judía entre los siglos IV y XIX.

### Grecia, Italia y Turquía
- Judá Benveniste y Don Samuel Benveniste Hijos de Meir Benveniste de Toledo. Nietos de don Abraham Benveniste rabino de la corte de Castilla. Emigraron a Tesalónica en 1492 con otros judíos exiliados españoles, y con ellos fundaron la comunidad sefardí en esa ciudad. Consiguieron conservar una parte de su gran patrimonio suficiente para comprar una gran colección de libros. Varios escribas experimentados siempre estuvieron empleados en copiar la Mishná, el Talmud y otras obras en sus hogares, que era el centro de los eruditos exiliados españoles. [5]
- El aragonés Vidal Benveniste se instaló en Constantinopla tras la expulsión de España en 1492. Escritor de un libro publicado en 1512. [24]
- Moisés Benveniste (segunda mitad del siglo XVI), médico del gran visir Siavouch Pasha en Constantinopla. Asesor político y diplomático. Negoció la paz con España. Murió en el exilio en Rodas.
- Josué ben Israel Benveniste (c. 1590 – c. 1668), médico y rabino en Constantinopla.
- Jaim Benveniste (1603–1673), hermano de Josué, autoridad rabínica en Constantinopla y más tarde en Esmirna, autor de Shiyurei Kenesset HaGedolah y Kenesset HaGedolah.

### Otros países
- Immanuel Benveniste (1608-1664), un notable impresor de Ámsterdam que imprimió muchos libros en hebreo, entre ellos la Biblia y el Talmud. Era de Venecia. Información indirecta apunta a su origen como criptojudío que se convirtió nuevamente al judaísmo y posiblemente como miembro de la familia Mendes/Benveniste de Venecia (ver Doña Gracia Mendes Nasi ). [25]
- Émile Benveniste (1902-1976), lingüista estructural francés
- Jacques Benveniste (1935-2004), inmunólogo francés
- Asa Benveniste (1925-1990), poeta estadounidense
- Richard Ben-Veniste (nacido en 1943), abogado estadounidense
- Guy Benveniste (nacido en 1927), educador y planificador francés y estadounidense
- David Benvenisti, (1897-1993), de Salónica y Jerusalén, educador y geógrafo israelí, Premio Israel. El padre de Meron Benvenisti y Refael (Rafi) Benvenisti y abuelo de Eyal Benvenisti.
- Meron Benvenisti (1934-2020), historiador y periodista israelí.
- Refael (Rafi) Benvenisti (nacido en 1937), economista israelí, hermano de Meron.
- Eyal Benvenisti (nacido en 1959), profesor de derecho israelí e internacional, hijo de Meron
- Baruch Epstein (1860-1941), rabino lituano, su apellido original era Benveniste

Dr. David Raphael autor de libros sobre los judíos españoles, director escritor del documental musical Canción de los Sefardíes y cortometraje sobre Najmánides 1263 La disputa de Barcelona desciende de Vidal Benveniste de Porta, alguacil del rey Jaime de Aragón y hermano del rabino Najmánides (conocido como el Ramban)

## Véase  también
- Casa de David
- Familia Abravanel